# 복수면
복수면(福壽面)은 충청남도 금산군의 면이다.

## 연혁
- 백제 시대 : 진동현
- 1413년 : 진산군 북면, 일남면에 속함
- 1896년 : 전라북도 진산군
- 1914년 3월 1일 : 부군면 통폐합으로 북면과 일남면을 병합해 복수면이라 칭함
- 1962년 12월 12일 : 전라북도에서 충청남도로 편입[1]
- 1973년 : 용지리가 추부면으로 편입

## 교육
- 복수초등학교 (곡남리)
  - 용진분교 (폐교) - 복수면 용진길 2 (용진리)
- 신대초등학교 (신대리)
  - 지량분교 (폐교) - 복수면 복수로 1284 (지량리)
- 복수중학교 (수영리)

## 행정 구역
| 법정리 | 한자명 | 행정리  | 자연마을                               | 비고 |
| ------ | ------ | ------- | -------------------------------------- | ---- |
| 곡남리 | 谷南里 | 곡남1리 | 웃말, 아랫말                           |      |
| 곡남리 | 谷南里 | 곡남2리 | 광산, 은내, 상보들                     |      |
| 곡남리 | 谷南里 | 곡남3리 | 송촌, 수심대, 연흥                     |      |
| 구례리 | 九禮里 | 구례1리 | 절골, 금바위                           |      |
| 구례리 | 九禮里 | 구례2리 | 선무동, 적귀말                         |      |
| 구례리 | 九禮里 | 구례3리 | 운곡                                   |      |
| 다복리 | 多福里 | 다복1리 | 원다복, 냇가, 월곡                     |      |
| 다복리 | 多福里 | 다복2리 | 머골, 오곡                             |      |
| 목소리 | 木巢里 | 목소리  | 원목소, 도랜말, 두만리, 가왕리, 바탕골 |      |
| 백암리 | 白岩里 | 백암1리 | 개티                                   |      |
| 백암리 | 白岩里 | 백암2리 | 분동                                   |      |
| 백암리 | 白岩里 | 백암3리 | 배미(원백암)                           |      |
| 수영리 | 壽永里 | 수영1리 | 원수영, 중두문                         |      |
| 수영리 | 壽永里 | 수영2리 | 음효, 학벌(학평)                       |      |
| 수영리 | 壽永里 | 수영3리 | 양효                                   |      |
| 신대리 | 新垈里 | 신대1리 | 원신대, 발옥, 장대                     |      |
| 신대리 | 新垈里 | 신대2리 | 만산, 압재                             |      |
| 신대리 | 新垈里 | 신대3리 | 문암(문바우)                           |      |
| 용진리 | 龍津里 | 용진1리 | 정장리                                 |      |
| 용진리 | 龍津里 | 용진2리 | 자라전, 신촌                           |      |
| 용진리 | 龍津里 | 용진3리 | 원용진                                 |      |
| 지량리 | 芝良里 | 지량1리 | 원지량                                 |      |
| 지량리 | 芝良里 | 지량2리 | 구만리, 샛고개                         |      |